# Terestrički planet
Terestrički ili stjenoviti planet jest planet s čvrstom površinom, za razliku od plinovitih divova. Naziv "terestrički" je nastao od latinske riječi "terra" što znači "Zemlja", pa bi se atribut "terestrički" mogao prevesti kao "Zemljoliki". Često ih se još naziva "unutarnjim planetima". Najvećim dijelom se sastoje od stijena, malog su promjera, prosječno oko 5 puta veće gustoće od vode i imaju rijetku atmosferu. Od plinovitih divova su odijeljeni pojasom asteroida za koji postoji pretpostavka da predstavlja ostatke neuspjelog, neformiranog petog terestričkog planeta (pojas se nalazi između Marsa i Jupitera). Terestrički planeti našeg Sunčevog sustava su: Merkur, Venera,Zemlja i Mars. 
Terestrički planeti su tijekom svog formiranja bili pod utjecajem više temperature i jače gravitacije, te su zato manji i bogati tvrđim materijalima poput željeza, silicija, kisika, magnezija, aluminija i dr. Struktura sva četiri terestrička planeta našeg Sunčevog sustava je slična: u njima se nalazi metalna jezgra, oko koje se nalazi silikatni omotač. U prošlosti je možda bilo više stjenovitih planeta, ali većina ih je izbačena ili na drugi način uništena. Samo jedan stjenoviti planet u Sunčevom sustavu, Zemlja ima aktivnu hidrosferu. Merkur, Venera, Zemlja i Mars imaju čvrstu površinu i tanku atmosferu, osim Merkura koji je bez atmosfere. Razmjerno su velike prosječne gustoće (3933 do 5514 kg/m³). U unutrašnjosti tih planeta tvar je visoke temperature i pod visokim tlakom.

## Terestrički egzoplaneti
Od otkrivenih egzoplaneta, manji dio čine egzoplaneti terestričkog tipa. Mnogo veći broj otkrivenih egzoplaneta čine plinoviti divovi, jer ih je lakše detektirati.
U 2005. godini pronađeni su prvi planeti koji kruže oko zvijezde glavnog niza i koji pokazuju znakove zemaljskog planeta: Gliese 876 d i OGLE-2005-BLG-390Lb. Gliese 876 d orbitira oko crvenog patuljka Gliese 876, 15 svjetlosnih godina od Zemlje, i ima od sedam do devet puta Zemljina mase i orbitalno razdoblje od samo dva zemaljska dana. OGLE-2005-BLG-390Lb ima oko 5,5 puta veću masu od Zemljine, orbitira oko zvijezde udaljene oko 21 000 svjetlosnih godina u zviježđu Škorpiona. Od 2007. do 2010. godine pronađene su tri (možda četiri) potencijalna terestrička planeta koje se kreću u orbiti oko planetarnog sustava Gliese 581. Najmanji planet, Gliese 581 e, ima samo oko 1,9 zemaljskih masa, ali njegova orbita je vrlo blizu zvijezde. Idealni terestrički planet bio bi masivan oko dvije mase Zemlje, s orbitalnim razdobljem od 25 dana oko crvenog patuljka. Druga dva planeta, Gliese 581 c i Gliese 581 d, kao i nepotvrđeni planet, Gliese 581 g, su masivne superzemlje koji se kreću u orbiti oko ili u blizini nastanjive zone, tako da bi mogli biti naseljivi, s temperaturama sličnim onima na Zemlji. 
Još jedan zemaljski planet, HD 85512 b, otkriven je 2011. godine; ima najmanje 3,6 puta veću masu od Zemljine. Polumjer i sastav svih tih planeta još nisu poznati. 
2015. pronađena su 3 nova planeta u orbiti oko crvenog patuljka TRAPPIST-1, a taj broj je 2017. narastao je na 7. Ovaj sustav se nalazi oko 39,5 svjetlosnih godina (12,1 parseka), a utvrđeno je da su svi otkriveni egzoplaneti u ovom sustavu stjenoviti, dok je tri od sedam planeta pogodno za život. U studenom 2018. istraživači su utvrdili da je planet TRAPPIST-1 e oceanski svijet nalik Zemlji.